# Беула (Блейк)
Беула (Beulah) — в сложной мифологической системе Блейка это царство Подсознательного и одно из четырёх духовных состояний, через которые проходит Вселенная.

## Истоки блейковского понятия Беула
Беула (Beulah) — на древнееврейском  בְּעוּלָה (bÿ'ulah),  означает «замужняя». В Библии — это имя Палестины, которое будет ей дано после объединения с Богом: "Не будут уже называть тебя «оставленным», и землю твою не будут более называть «пустынею», но будут называть тебя: «Мое благоволение к нему», а землю твою — «замужнею», ибо Господь благоволит к тебе, и земля твоя сочетается." Книга пророка Исайи (Ис. 62:4).
Джон Баньян в своём романе Путешествие Пилигрима также использует термин Беула (Beuhlah) как название «пасторального земного рая, откуда открывается вид на Небесный город (the Heavenly City). В Беуле Христианин [главный герой книги] и другие пилигримы отдыхают перед тем как пересечь Реку Смерти (the River of Death), чтобы войти в Небесный город».

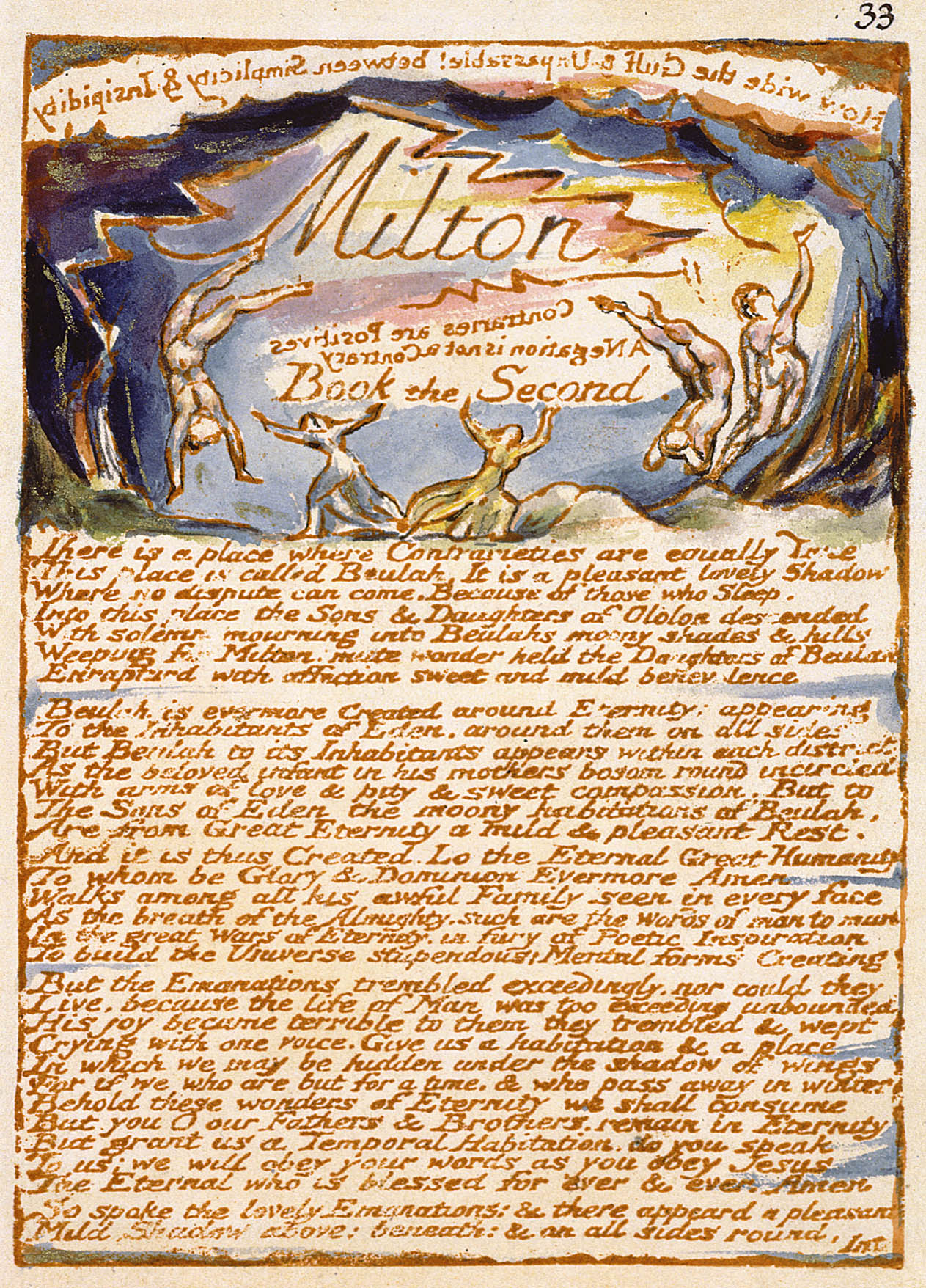
Уильям Блейк: Мильтон, поэма. Начало Второй книги. Копия D, 1818 (Библиотека Конгресса)

## Беула в произведенияхБлейка
В мифологии Блейка это обширная область Подсознательного, источник поэтического вдохновения и сновидений. Это страна или время, когда из разрозненных частей восстанавливается «единый человек»; состояние гармонии внутреннего идеала с внешним миром. В Беуле «противоположности сходятся», любовь и ненависть сосуществуют не конфликтуя друг с другом, а также нежность и жестокость, стыдливость и похоть, чистота и грязь и т. д.
Беула — по Блейку, одно из четырёх духовных состояний, через которые проходит Вселенная.  Блейк помещает Беулу между Вечностью и Ульро (этим материальным миром). Беула в этом контексте — место отдыха от активной жизни Рая, или призрачный мировой Рай. Беула — это место в ночи, освещённое «Луной Любви», где есть холмы и долины, потоки и реки, пещеры сна. Это страна цветов и удовольствий плоти. Доминирующая эмоция Беулы — милосердие, а также любовь.
Слово Беула появляется в произведениях Блейка 182 раза. Впервые Беула упоминается у Блейка  в поэме «Вала или Четыре Зоа», Ночь первая, где она описана как «безмятежное и приятное место отдыха», «нежный лунный мир», «данный как благодеяние тем, кто спит вечным сном», «созданный Агнцем Божим внутри и снаружы Вечного Человека». В этом краю «Дщери Беулы следуют за спящими в их сновидениях, создавая для них пространства, чтобы предотвратить их падение в вечную смерть».
В поэме «Мильтон» Беула описывается как место, где «полярности одинаково истинны» и где «нет места споров и ссор». Блейк указывает, что «её можно увидеть всегда и везде», «в Раю она является к Бессмертным — окружая их», «для своих обитателей, она как любящая мать для младенца, обнимающая и нежно ласкающая», а для «пришельцев из Эдема — из Великой Вечности — эта лунная обитель
с сонными холмами является желанным отдыхом».
В поэме «Иерусалим, Эманация гиганта Альбиона» Блейк, часто повторяя свои тезисы, развивает их. Так, например, он пишет, что в Беуле единение полов идеально и ничем не стеснено.